# Gao Yaojie
Gao Yaojie (condado de Cao, Heze, China, 19 de diciembre de 1927-Nueva York, 10 de diciembre de 2023) fue una médica, académica y activista contra el sida china. Fue reconocida por su trabajo por Naciones Unidas y otras organizaciones occidentales, y sufrió arresto domiciliario. Su ruptura con las autoridades chinas sobre la transmisión y la gravedad de la epidemia del sida en China dificultó sus actividades futuras y provocó su marcha a Estados Unidos en 2009.

## Trayectoria
Gao nació en el condado de Cao, provincia de Shandong en 1927. Era profesora jubilada de la Facultad de Medicina Tradicional China de Henan, y doctora especializada en Ginecología, y en particular, en tumores ginecológicos. Se graduó de la Facultad de Medicina de la Universidad de Henan en 1954. Sin embargo, debido a su formación intelectual, Gao fue perseguida durante la Revolución Cultural, lo que le causó problemas de salud. Trabajó como ginecóloga en el Hospital de Medicina China de Henan en 1974. En 1986 fue ascendida a catedrática y se jubiló en 1990. Fue miembro del Congreso Popular de Henan.
Henan fue el escenario del escándalo de Bloodhead, que provocó una rápida propagación del virus del VIH en los años noventa entre la población rural empobrecida que vendía sangre en los insalubres centros de extracción  provinciales y privados de Henan, donde se recogía sangre de donantes pagados en un depósito central, se separaba el plasma  y se bombeaba el resto de la sangre de regreso desde el depósito central a los donantes del mismo grupo sanguíneo. Gao es muy conocida en China y en todo el mundo por su labor de prevención del sida durante la epidemia en Henan, y por defender una mayor atención a los enfermos de sida y a los niños huérfanos a causa de él.
También es conocida por sus escritos y visitas a las aldeas de Henan para educar a las personas sobre la prevención del VIH/sida y por su trabajo a favor de los muchos niños huérfanos por la epidemia de sida en la provincia de Henan, hogar de cien millones de personas. En 1996, Gao Yaojie comenzó a trabajar en la prevención y el tratamiento a los enfermos de sida de las aldeas de Henan, corriendo ella con los gastos. Visitó más de cien pueblos y trató a más de mil personas. Publicó ella misma su libro Prevención del SIDA y las enfermedades de transmisión sexual del que se distribuyeron  300.000 ejemplares. Su boletín Knowledge for HIV Prevention alcanzó 15 números y una tirada total de 530.000 ejemplares. Dedicó los 20.000 dólares del Premio Jonathan Mann, además de otra de 10.000, para reimprimir su libro. Desde 2000, la mayor parte de sus esfuerzos se ha centrado en ayudar a los "huérfanos del SIDA" ("huérfanos del SIDA" en chino hace referencia a niños sanos cuyos padres murieron a causa del VIH, en los pueblos de Henan). Gao se embarcó en la educación contra el sida accidentamente. El 7 de abril de 1996, ingresó una paciente con una enfermedad difícil de diagnosticar en el hospital de Henan. Gao fue invitada a asistir a la consulta. Finalmente, la  paciente, de apellido Ba, fue diagnosticada con VIH debido a una transfusión de sangre que se le hizo algunos años antes. La paciente lloró y apeló a Gao, diciéndole: "¿Cómo es que no puedo curarme si acabo de recibir una transfusión de sangre?".
"¡No quiero morir!" dijo Bá. "Mi marido y mi hijo no pueden vivir sin mí". Diez días después, la paciente falleció, a la edad de 42 años. Afortunadamente, ni su marido ni su hijo estaban infectados por el VIH.
Era la primera vez que Gao veía a un enfermo de sida. La expresión de dolor y el grito desgarrador de Ba le afectaron  profundamente. Como médica, no podía hacer otra cosa que ver cómo la enfermedad acababa con la vida de su paciente. Durante los días siguientes, Gao no tuvo apetito y durmió mal. Y lo peor fue que la transfusión de sangre de la paciente provenía de un banco de sangre infectado, lo que significaba que ella era la punta de un iceberg y que había que tomar medidas para frenar la propagación. Al mismo tiempo observó que en los dos años transcurridos desde el contagio de la paciente hasta su muerte, nadie de su familia se había infectado, lo que demostraba la posibilidad de controlar con éxito la propagación de la enfermedad. Pero la premisa es que las personas debían ser conscientes de la urgencia de la prevención del sida y asimilar los conocimientos sobre la prevención, tanto como sea posible.

#### Compromiso con la prevención del sida
Gao editó 15 números de un boletín, Knowledge of AIDS Prevention, del que llegó a publicar un total de 530.000 ejemplares. Excepto el primer número, todos los demás fueron financiados por la propia Gao, costándole entre 3.000 y 5.000 yuanes cada uno. También compraba medicamentos para los pacientes y les enviaba dinero. En el otoño de 2001, realizó una encuesta sobre el conocimiento de la prevención del sida. De las más de 10.000 personas encuestadas, menos del 15% tenía una comprensión correcta de la transmisión del VIH y la prevención del sida, y la mayoría ignoraba por completo la transmisión del VIH a través de la sangre.
Para ampliar la educación sobre la prevención del sida, publicó el libro The Prevention of AIDS / Venereal Disease, el cual cuenta con cuatro ediciones y más de 300.000 ejemplares. Así mismo dedicó los 20.000 dólares recibidos como dotación económica del premio Jonathan Mann Award for Global Health and Human Rights, y 10.000 dólares más de donaciones de la Fundación Ford en imprimir 150.000 ejemplares del libro. Diariamente se entregaban gratuitamente entre 10 y 100 ejemplares del libro al personal médico, los pacientes y a familiares de estos, en las zonas rurales. Tras la reimpresión del libro en agosto de 2001, la Federación de Mujeres de la provincia de Henan, la estación provincial de prevención de epidemias y la biblioteca provincial recibieron cerca de 20.000 ejemplares cada uno. Pronto, Gao recibió montones de solicitudes de diferentes lugares pidiendo el libro. La mayoría de ella procedían de la provincia de Henan. Algunas provincias, incluidas Hainan, Hubei, Guangdong y Yunnan, y la Región Autónoma Uygur de Xinjiang, han utilizado este libro como material didáctico para sus clases de educación sobre el sida.
Yaojie trabajó junto a Shuping Wang, un investigador de salud que anteriormente había denunciado las malas prácticas de China en la recolección de sangre que condujeron a la propagación de la hepatitis C en 1993, y que también había denunciado el aumento de la infección por VIH unos años más tarde. Wang proporcionaría datos para ayudar a respaldar los mensajes de defensa de Yaojie.

## Logros
El arduo trabajo y la persistencia de Gao obligaron al gobierno chino a admitir que existía un problema con el sida. En 2003, lo hizo oficial y prometió fondos para prevenir y controlar la enfermedad. En 2004, el Grupo Temático de las Naciones Unidas sobre el VIH/sida en China publicó un informe en el que se estimaba que entre 850.000 y 1,5 millones de adultos chinos estaban infectados con el VIH en 2001. En 2007, las autoridades sanitarias chinas estimaron en 750.000 los adultos infectados, pero otras fuentes calcularon que el número real acercaba más al millón y medio. En octubre de ese año, China había registrado oficialmente 183.733 casos, incluidos 12.464 fallecimientos. 

## Reconocimiento y acoso

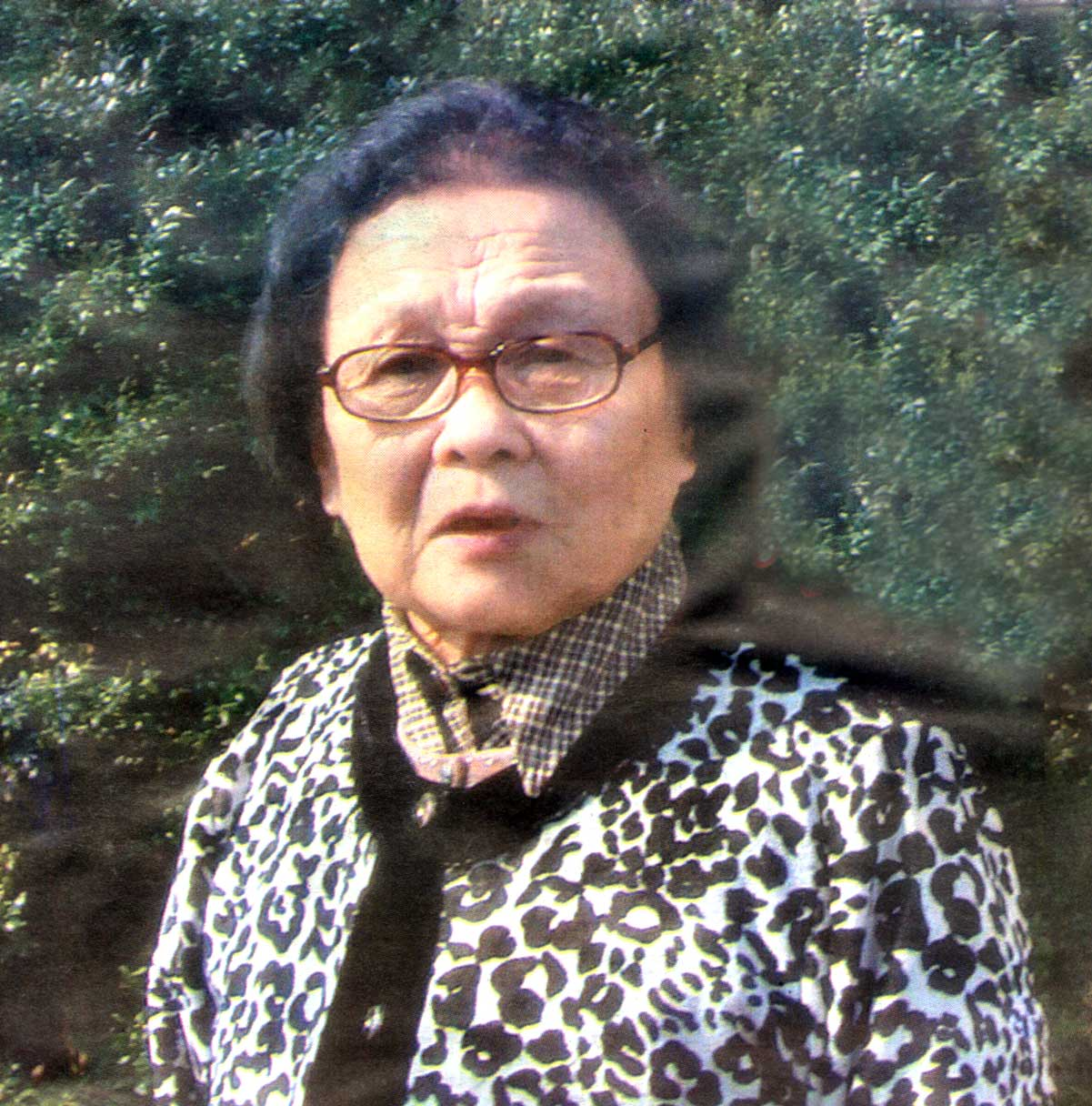
Dr. Gao Yao-Jie (Hie) (o Gao Yaojie) 80 años, ginecóloga en la provincia de Henan (2007)

En 2001, Gao fue galardonada con el premio Jonathan Mann Award for Health and Human Rights, y nombrada Heroína Asiática de la revista Time en 2002. En 2003, recibió el Premio Ramón Magsaysay del Servicio Público en Manila, Filipinas. En ambos casos se le negó el permiso para viajar fuera de China para recoger los premios. También fue designada una de las "Diez personas que marcaron China en 2003" por la Televisión Central de China .
En marzo de 2007, recibió el "Premio al Liderazgo Global, Mujeres Cambiando Nuestro Mundo", concedido por Vital Voices Global Partnership, junto con otras tres mujeres de China y otras tantas de India, Guatemala y Sudán, en el Centro John F. Kennedy para las Artes Escénicas  En febrero de 2007, se informó que estaba bajo arresto domiciliario y no podía viajar. Los funcionarios locales la habían presionado para que firmara una declaración en la que declaraba "imposible viajar debido a problemas de salud". El Henan Daily y otros medios de comunicación chinos publicaron un reportaje sobre una visita a su apartamento mientras aún estaba bajo arresto domiciliario del subsecretario del Partido de la provincia de Henan, Chen Quanguo, el vicegobernador de Henan, Wang Jumei, y el jefe del Departamento de Organización del Partido Comunista de la provincia de Henan, Ye Dongsong, quienes le entregaron flores y felicitaron el Año Nuevo Chino. El 16 de febrero de 2007, cediendo a la presión internacional, el gobierno le dio permiso para viajar a Estados Unidos para recibir el premio. Gao salió de China desde la provincia de Guangdong después de recibir la cálida compañía de sus partidarios. Al llegar a los Estados Unidos, se alojó brevemente con una familia china y luego se trasladó a Nueva York con una beca visitante de la Universidad de Columbia.
El arresto domiciliario de Gao fue parte de un patrón continuado de acoso, especialmente en la provincia de Henan, a los activistas de base contra el sida en China. En 2006, Wan Yanhai, otro destacado activista, fue detenido y se le impidió celebrar una conferencia sobre el VIH/sida en Beijing. El blog de Gao, actualizado hasta 2009, se había convertido en lo que Gao denominó un "campo de batalla" entre sus partidarios y detractores. En su entrada del 11 de febrero, Gao denunció un pirateo de su blog y señaló que un visitante había dejado un mensaje que decía que se  pagaba 50 RMB a cada persona que dejara comentarios negativos. Gao escribió que los ataques comenzaron después de que ella comenzara a describir muchos casos de personas que seguían contrayendo el VIH a través de transfusiones de sangre en la provincia de Henan.
El 20 de septiembre de 2007, la Academia de Ciencias de Nueva York le otorgó el "Premio Heinz R. Pagels a los Derechos Humanos de los Científicos ". En 2007, la Unión Astronómica Internacional bautizó el asteroide N.º 38980 con el nombre de Gao.
En julio de 2008, Ming  Publications Limited (Hong Kong) publicó la autobiografía de Gao The Soul of Gao Yaojie (escrita en chino). La edición inglesa, The Soul of Gao Yaojie: A Memoir, se publicó en noviembre de 2011.
El 7 de febrero de 2015, Gao recibió el "Liu Binyan Conscience Award", de 2014. La ceremonia de la entrega se celebró en el apartamento neoyorquino de la doctora Gao y en ella participaron más de 10 miembros del jurado  que estuvo compuesto por reconocidos escritores chinos. El premio lleva el nombre de un nuevo médico chino, Liu Binyan.